# عبد الله بن حسين السويدي
عبد الله بن حسين السويدي البغدادي (1692 - 16 أيار/مايو 1761) لغوي وكاتب وعالم دين مسلم عراقي في القرن الثامن عشر الميلادي.

## حیاته ووفاته
ولد أبو البركات جمال الدين عبد الله بن حسين بن مرعي بن ناصر الدين العباسي السويدي في بغداد سنة 1104 هـ / 1692م، وتلقى بها علومَه الأولى من خاله أحمد بن سويد، فنُسب عبد الله إلى خاله سويد، وأخذ مبادئ العلوم الدينية عن الشيخ عبد الرحمن بن الشيخ محمود من أهل بلاد ما وراء النهر، فختم عندهُ القرآن، وقرأ عليهِ رسالة في التجويد، وتعلم القراءة والكتابة. وفي سنة 1127 هـ/ 1716م، سافر عبد الله إلى مدينة الموصل بهدف تحصيل علم الحكمة والهيئة، ودرس الهيئة (الفلك) وتلقى الحديث الشريف على المشايخ، وقراءة القرآن وتجويده.
رجع إلى بغداد بين عامي 1128 و 1129 هـ / 1718- 1717 م. ثم تولّى التدريس في مدرسة جامع الإمام أبي حنيفة النعمان، كما تولّى التدريس أيضا في المدرسة المرجانية.

## وفاته
توفي في 11 شوال سنة 1174 هـ/ 16 أيار/مايو 1761 ودُفن في مقبرة الشيخ معروف الكرخي.

## مؤلفاته
- رشف الضرب في شرح لامية العرب: هذا الشرح يعد من الشروح المعتبرة، ويبدأ أول المؤلف بقولهِ: «الحمد لله الذي فتق بالفصاحة ألسنة العرب ورتق أميتهم بأن كان منهم النبي الأمي المنتخب، فأنزل عليهِ كتاباً عربياً أعيت الفصحاء فصاحتهِ وأعجزت مصاقع الخطباء بلاغتهِ...» وتوجد منه نسخة في خزانة المتحف العراقي كتبت في 30 محرم 1164 هـ/ 29 ديسمبر 1750.
- النفحة المسكية في الرحلة المكية: يذكر فيهِ وقائع رحلته إلى الحج سنة 1157 هـ/ 1744 م. يحتوي على وصف عدد كبير من المدن والقرى والمحطات التي كانت تقع على الطريق العام المؤدي من بغداد إلى الموصل فحلب ودمشق وصولا إلى الحرمين الشريفين.
- شرح صحيح البخاري
- أنفع الوسائل في شرح الدلائل
- إتحاف الحبيب على شرح مغني اللبيب
- مقامة الأمثال السائرة
- الجمانات في الاستعارات
- فضائل أهل بدر.[4]